# Craponne
À ne pas confondre avec Craponne-sur-Arzon, commune située dans le département de la Haute-Loire.
Craponne est une commune française située dans la métropole de Lyon, en région Auvergne-Rhône-Alpes, à l'ouest de Lyon.

## Géographie

### Situation
Craponne est une commune du Rhône, située à 10 km à l’ouest de Lyon et au pied des monts du Lyonnais.

### Lieux-dits et écarts
- Les Landes
- Val d'Yzeron
- La Tourette
- Le Corlevet
- La Patelière
- La Gatolière
- La Peluze

### Communes limitrophes
- Brindas
- Francheville
- Grézieu-la-Varenne
- Saint-Genis-les-Ollières
- Tassin-la-Demi-Lune

### Hydrographie
L'Yzeron est une limite naturelle au sud de Craponne avec les communes de Brindas et de Francheville sur une longueur de 3,6 km.
Le Ratier est une limite naturelle au nord de Craponne avec les communes de St-Genis-les-Ollières et Tassin-la-Demi-Lune sur une longueur de 2,8 km.

### Climat
Pour des articles plus généraux, voir Climat d'Auvergne-Rhône-Alpes et Climat du Rhône.
En 2010, le climat de la commune est de type climat océanique dégradé des plaines du Centre et du Nord, selon une étude du Centre national de la recherche scientifique s'appuyant sur une série de données couvrant la période 1971-2000. En 2020, Météo-France publie une typologie des climats de la France métropolitaine dans laquelle la commune est exposée à un climat de montagne ou de marges de montagne et est dans la région climatique  Nord-est du Massif Central, caractérisée par une pluviométrie annuelle de 800 à 1 200 mm, bien répartie dans l’année. 
Pour la période 1971-2000, la température annuelle moyenne est de 11,6 °C, avec une amplitude thermique annuelle de 17,7 °C. Le cumul annuel moyen de précipitations est de 775 mm, avec 8,9 jours de précipitations en janvier et 6,4 jours en juillet. Pour la période 1991-2020, la température moyenne annuelle observée sur la station météorologique de Météo-France la plus proche, « Brindas », sur la commune de Brindas à 4 km à vol d'oiseau, est de 12,2 °C et le cumul annuel moyen de précipitations est de 717,6 mm,. Pour l'avenir, les paramètres climatiques de la commune estimés pour 2050 selon différents scénarios d'émission de gaz à effet de serre sont consultables sur un site dédié publié par Météo-France en novembre 2022.
| Mois                                  | jan.           | fév.           | mars           | avril         | mai           | juin          | jui.          | août         | sep.          | oct.          | nov.          | déc.           | année      |
| ------------------------------------- | -------------- | -------------- | -------------- | ------------- | ------------- | ------------- | ------------- | ------------ | ------------- | ------------- | ------------- | -------------- | ---------- |
| Température minimale moyenne (°C)     | 0,5            | 0,5            | 3,2            | 6,2           | 9,6           | 13,3          | 15,6          | 14,6         | 11,6          | 8,4           | 4,2           | 0,9            | 7,4        |
| Température moyenne (°C)              | 3,7            | 4,4            | 8              | 11,8          | 15,1          | 19,4          | 21,8          | 20,7         | 17,3          | 12,9          | 7,7           | 4,2            | 12,2       |
| Température maximale moyenne (°C)     | 6,8            | 8,3            | 12,8           | 17,3          | 20,7          | 25,6          | 28            | 26,9         | 23            | 17,5          | 11,3          | 7,4            | 17,1       |
| Record de froid (°C) date du record   | −10,5 12.01.09 | −14,1 05.02.12 | −11,4 01.03.05 | −4,7 08.04.21 | 0,2 17.05.12  | 5,1 08.06.19  | 9,2 31.07.11  | 7,2 27.08.11 | 2,8 27.09.10  | −3,5 30.10.12 | −6,6 28.11.13 | −10,8 30.12.05 | −14,1 2012 |
| Record de chaleur (°C) date du record | 17,8 30.01.13  | 20,5 18.02.22  | 24,3 31.03.21  | 27,9 23.04.07 | 34,1 24.05.09 | 37,4 27.06.19 | 39,6 07.07.15 | 41 24.08.23  | 33,8 04.09.23 | 29,7 02.10.23 | 21,1 20.11.09 | 18,5 31.12.22  | 41 2023    |
| Précipitations (mm)                   | 44,9           | 37             | 42,2           | 65,8          | 71,9          | 67,8          | 66,1          | 62,6         | 54,9          | 76,2          | 81,1          | 47,1           | 717,6      |

## Urbanisme

### Typologie
Au 1er janvier 2024, Craponne est catégorisée grand centre urbain, selon la nouvelle grille communale de densité à sept niveaux définie par l'Insee en 2022.
Elle appartient à l'unité urbaine de Lyon, une agglomération inter-départementale regroupant 123  communes, dont elle est une commune de la banlieue,,. Par ailleurs la commune fait partie de l'aire d'attraction de Lyon, dont elle est une commune du pôle principal,. Cette aire, qui regroupe 397 communes, est catégorisée dans les aires de 700 000 habitants ou plus (hors Paris),.

### Occupation des sols
L'occupation des sols de la commune, telle qu'elle ressort de la base de données européenne d’occupation biophysique des sols Corine Land Cover (CLC), est marquée par l'importance des territoires artificialisés (85,4 % en 2018), en augmentation par rapport à 1990 (77,7 %). La répartition détaillée en 2018 est la suivante : 
zones urbanisées (77,7 %), forêts (14,3 %), zones industrielles ou commerciales et réseaux de communication (7,8 %), prairies (0,2 %), zones agricoles hétérogènes (0,1 %). L'évolution de l’occupation des sols de la commune et de ses infrastructures peut être observée sur les différentes représentations cartographiques du territoire : la carte de Cassini (XVIIIe siècle), la carte d'état-major (1820-1866) et les cartes ou photos aériennes de l'IGN pour la période actuelle (1950 à aujourd'hui).

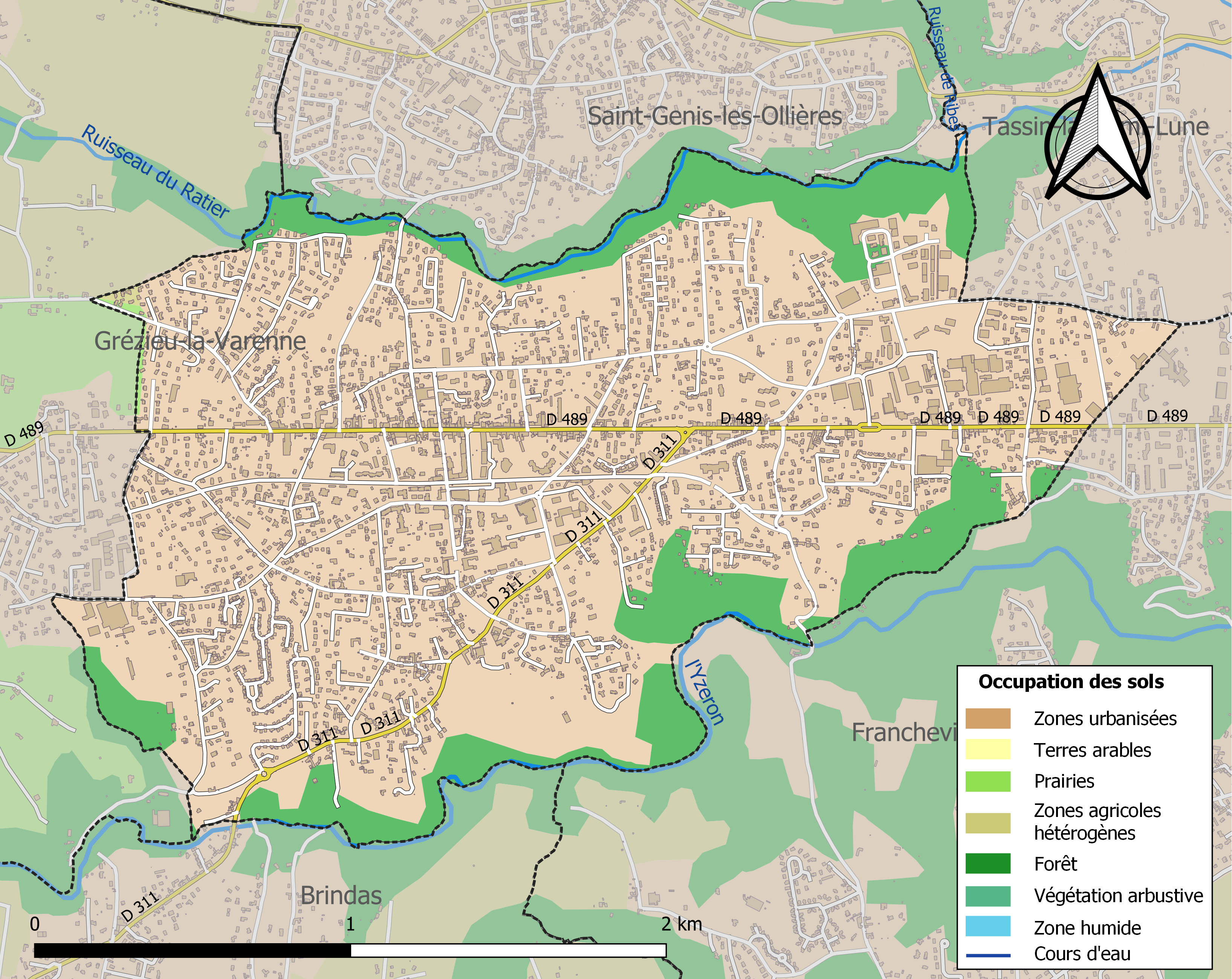
Carte des infrastructures et de l'occupation des sols de la commune en 2018 (CLC).

### Voies de communication et transports

#### Desserte routière
La D489 dessert la commune, sous le nom d'Avenue Pierre Dumond.

#### Transports ferroviaires
Il existait une ligne de chemin de fer qui reliait Lyon - Saint-Just et Vaugneray par Craponne. Après 68 ans d'utilisation, la voie ferrée est démantelée en 1955.

#### Transports en commun
Plusieurs lignes de bus des Transports en commun lyonnais desservent Craponne :
- La ligne C24 relie Gorge de Loup (Lyon 9e) à Grézieu-la-Varenne en passant par Craponne Centre et Craponne Dumont.
- La ligne C22/C22E relie Gorge de Loup à Brindas Centre en passant par Craponne Centre et Craponne Val d'Yzeron.
- La ligne 2EX relie Gorge de Loup (Lyon 9e) à Chazelles-sur-Lyon en desservant Craponne à l'arrêt Craponne Terres Plates.
- La ligne 147 relie Gorge de Loup (Lyon 9e) à Marcy l'Étoile / Sainte Consorce / Vaugneray / Pollionnay / Grézieu-la-Varenne en desservant Craponne à l'arrêt Craponne Bergeron.

## Toponymie
Le nom de la commune viendrait de crappe, désignant un bourbier en ancien français.

## Histoire
La commune de Craponne naît le 15 février 1836 en se séparant de la commune mère de Grézieu-la-Varenne. Un premier maire, M. François Boirivent est nommé le 8 mai 1837. Une mairie et une école sont ouvertes.
D'après un premier recensement de 1833 effectué spécialement pour préparer la séparation, Craponne n'a alors que 874 habitants.
Sur le premier plan établi lors de cette séparation, on constate que les constructions sont clairsemées, moins de 150 maisons ou fermes sont construites sur l'ensemble des 464 hectares 
de la commune.
Cinquante ans plus tard, en 1886, la population de Craponne a doublé avec près de 1900 habitants. Cette augmentation s'explique par l'essor de la blanchisserie, la proximité de Lyon, l'accroissement du trafic depuis la construction en 1756 de la route Royale (avenue Édouard-Millaud aujourd'hui), et surtout depuis l'ouverture en 1886 du chemin de fer reliant Lyon St-Just à Vaugneray et traversant Craponne, appelé le train de Vaugneray.
Le Grand Lyon disparait le 1er janvier 2015, et laisse place à la collectivité territoriale de la métropole de Lyon.

## Politique et administration

### Administration municipale

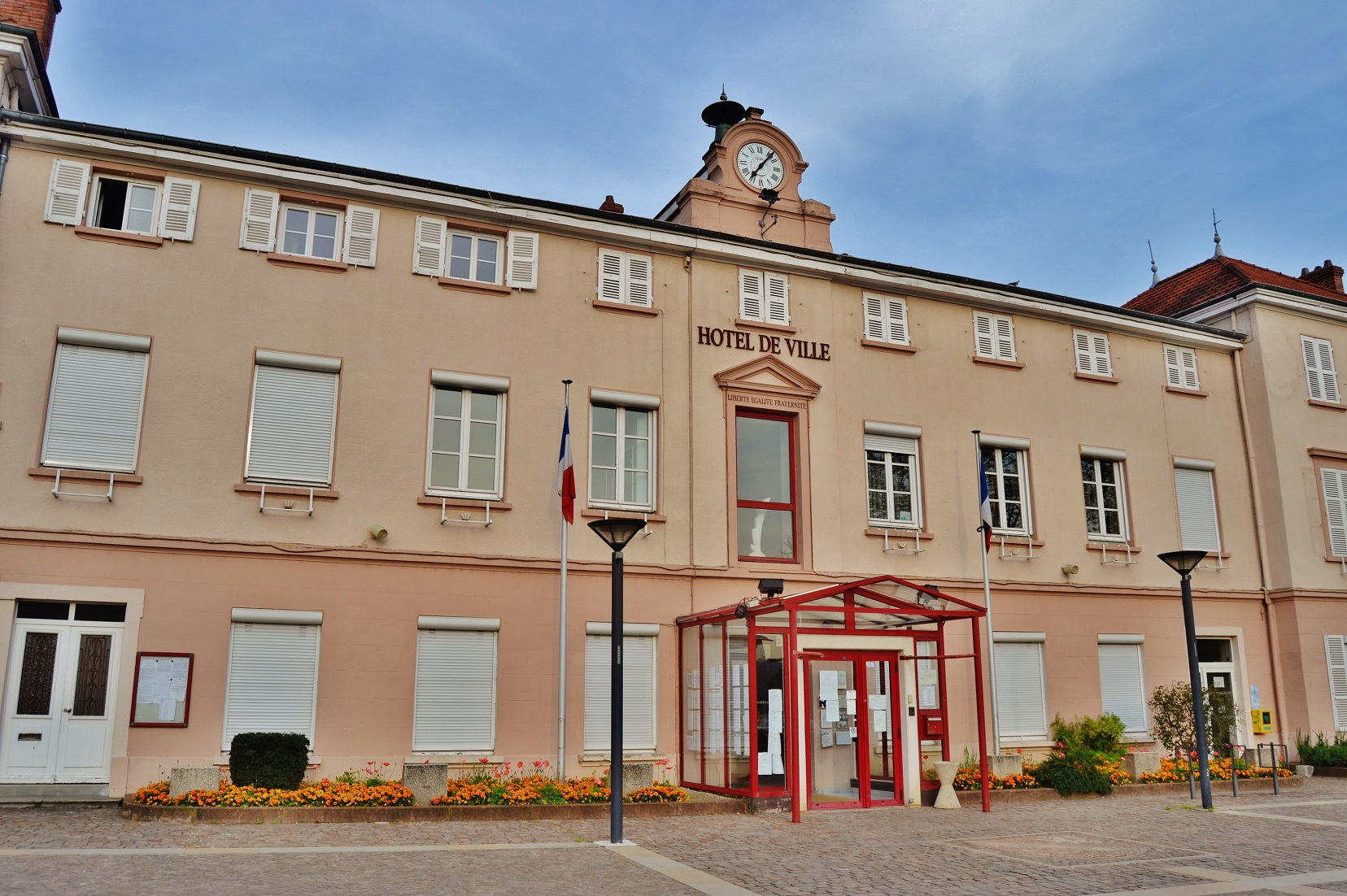
Hôtel de ville.

Maires entre la conception de Craponne et la Seconde Guerre mondiale : 
| Période                                  | Période   | Identité              | Étiquette | Qualité                                                                              |
| ---------------------------------------- | --------- | --------------------- | --------- | ------------------------------------------------------------------------------------ |
| 1925                                     | 1940      | Jean-Marie Bergeron   |           |                                                                                      |
| Les données manquantes sont à compléter. |           |                       |           |                                                                                      |
| 1945                                     | mars 1971 | Pierre Auguste Roiret |           | Ingénieur puis dirigeant d'entreprise                                                |
| mars 1971                                | mars 1977 | Paul Langlois         |           |                                                                                      |
| mars 1977                                | mars 1989 | Étienne Bador         | SE        |                                                                                      |
| mars 1989                                | juin 2020 | Alain Galliano        | DVD       | Haut fonctionnaire retraité 11e vice-président de la Métropole de Lyon (2015 → 2020) |
| juillet 2020                             | En cours  | Sandrine Chadier      | DVD       | Ingénieur commercial - 3M Health Care                                                |

### Intercommunalité
La commune fait partie de la communauté urbaine du Grand Lyon dont elle représente environ 0,89 % du territoire et 0,69 % de la population en 2007.
Elle appartient à d'autres Établissement public de coopération intercommunale (EPCI) parmi lesquels : AQUAVERT, syndicat Intercommunal à Vocation Unique (S.I.V.U)  gérant un parc de loisirs intercommunal (espace forme, activités aquatiques et extérieures) ; SYGERLy , syndicat Intercommunal de la Gestion des Énergies de la Région Lyonnaise.

### Jumelages
- Schlangenbad (Allemagne)[17]

## Population et société

### Démographie
L'évolution du nombre d'habitants est connue à travers les recensements de la population effectués dans la commune depuis 1836. Pour les communes de plus de 10 000 habitants les recensements ont lieu chaque année à la suite d'une enquête par sondage auprès d'un échantillon d'adresses représentant 8 % de leurs logements, contrairement aux autres communes qui ont un recensement réel tous les cinq ans,.

En 2022, la commune comptait 12 170 habitants, en évolution de +9,07 % par rapport à 2016 (Rhône : +3,93 %, France hors Mayotte : +2,11 %).
| 1836 | 1841  | 1846  | 1851  | 1856  | 1861  | 1866  | 1872  | 1876  |
| ---- | ----- | ----- | ----- | ----- | ----- | ----- | ----- | ----- |
| 917  | 1 046 | 1 135 | 1 292 | 1 411 | 1 503 | 1 539 | 1 471 | 1 623 |

| 1881  | 1886  | 1891  | 1896  | 1901  | 1906  | 1911  | 1921  | 1926  |
| ----- | ----- | ----- | ----- | ----- | ----- | ----- | ----- | ----- |
| 1 776 | 1 914 | 1 911 | 1 910 | 1 957 | 2 109 | 2 132 | 2 034 | 2 104 |

| 1931  | 1936  | 1946  | 1954  | 1962  | 1968  | 1975  | 1982  | 1990  |
| ----- | ----- | ----- | ----- | ----- | ----- | ----- | ----- | ----- |
| 2 262 | 2 067 | 2 163 | 2 560 | 2 859 | 3 423 | 4 592 | 5 536 | 7 048 |

| 1999  | 2006  | 2011  | 2016   | 2021   | 2022   | - | - | - |
| ----- | ----- | ----- | ------ | ------ | ------ | - | - | - |
| 8 002 | 8 639 | 9 865 | 11 158 | 11 903 | 12 170 | - | - | - |

### Enseignement
Craponne est située dans l'académie de Lyon.
Elle dispose de 4 écoles maternelle et élémentaires, dont une privée.
La commune de Craponne est dotée d'un collège.

### Cadre de vie

#### Associations
La vie associative est, par ailleurs, active et dense avec plus de 70 associations qui proposent des activités sportives, culturelles.

## Économie

### Revenus de la population et fiscalité
En 2010, le revenu fiscal médian par ménage était de 36 195 € ce qui plaçait Craponne au 5 314e rang parmi les 31 525 communes de plus de 39 ménages en métropole.

### Entreprises et commerces
La commune compte plus de 50 entreprises commerciales, artisanales et industrielles, sans compter les marchés forains.

## Culture locale et patrimoine

### Lieux et monuments

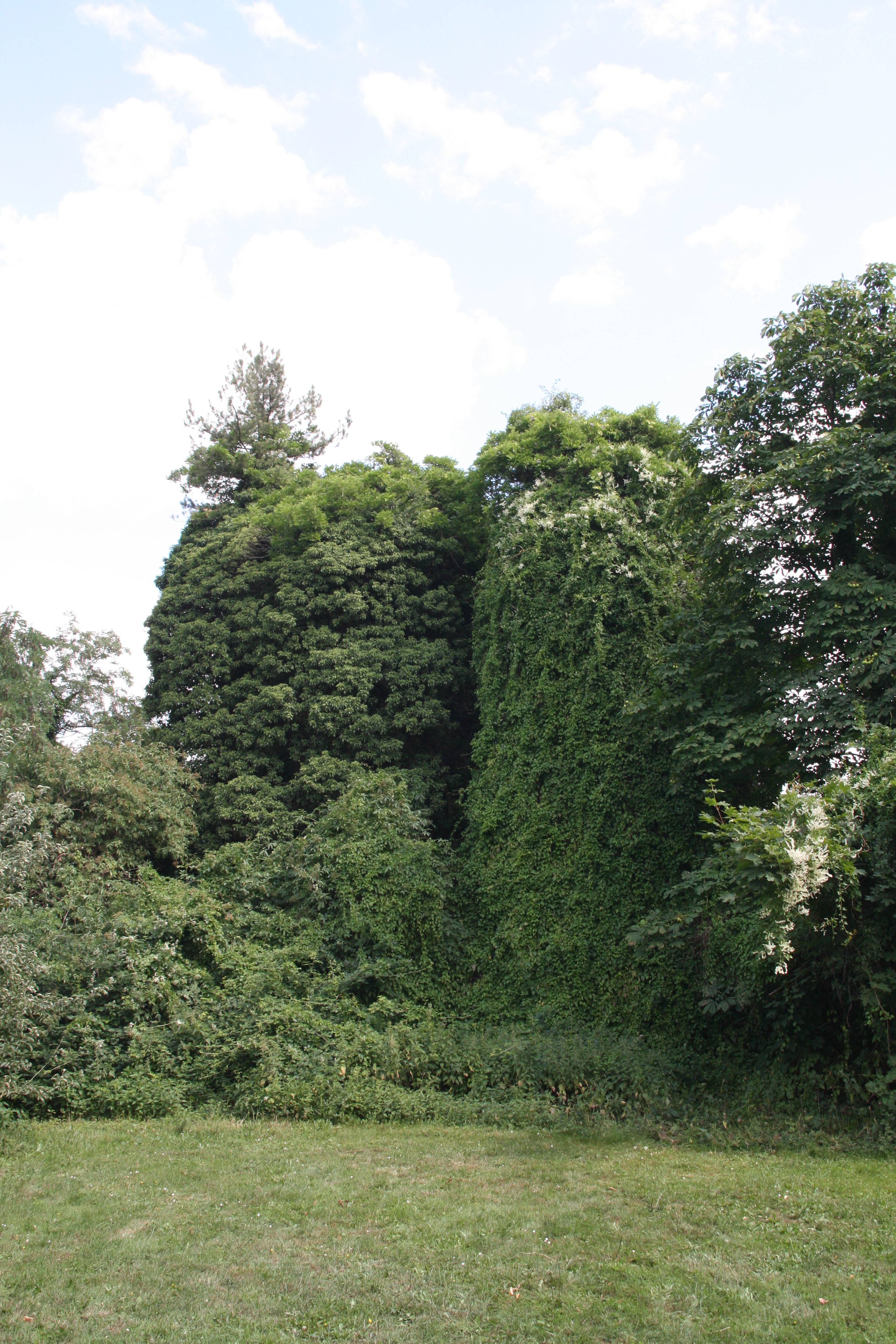
Le reservoir double de l'aqueduc de l'Yzeron en 2011

- Les deux piles de l'aqueduc de l'Yzeron inscrites monument historique.

### Patrimoine culturel

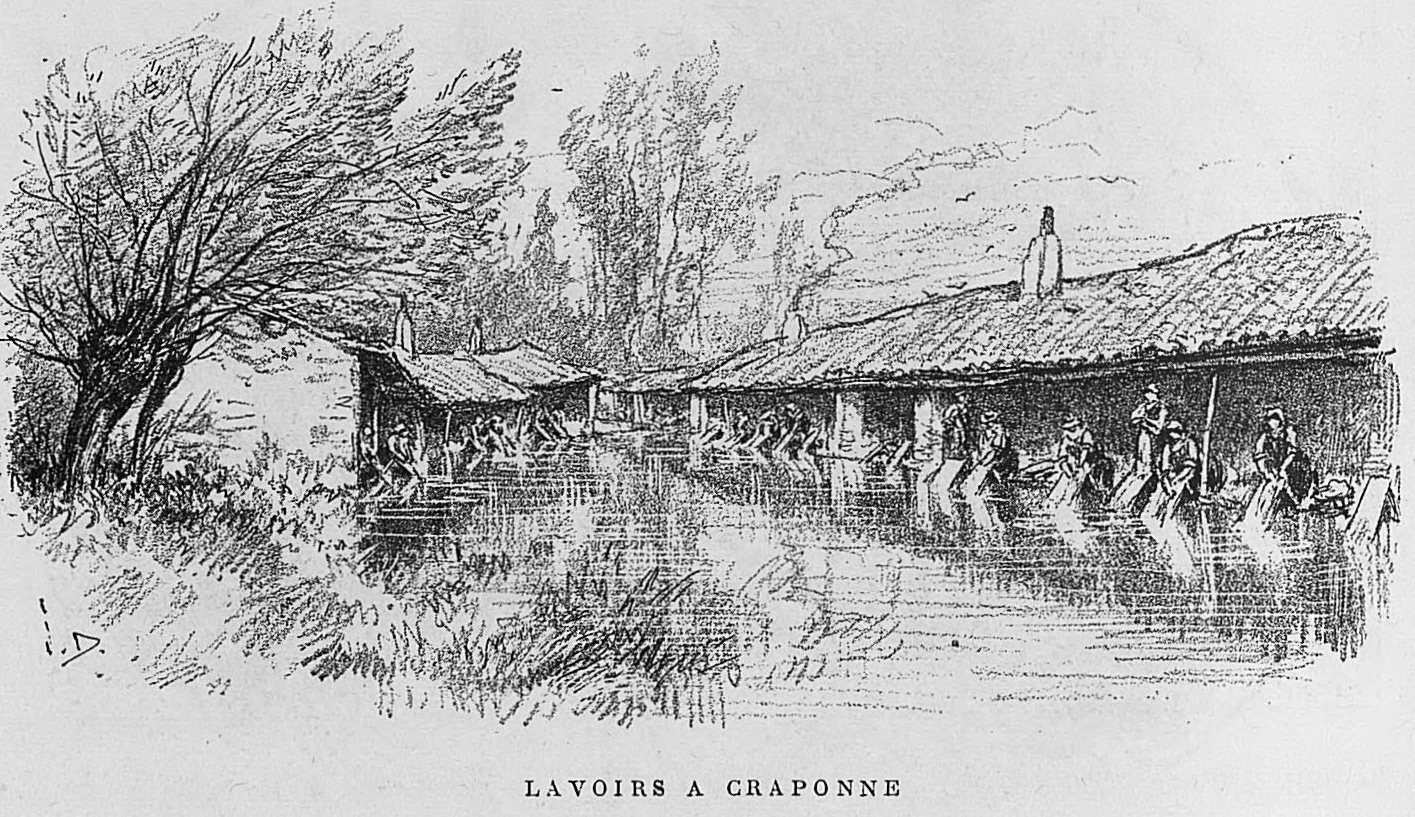
Lavoirs illustrés par Joannès Drevet (1854–1940).

- Craponne fut de 1800 à 1960 la capitale des blanchisseurs du Lyonnais. Le musée associatif de la Blanchisserie de Craponne[22] retrace l'histoire des blanchisseurs, du lavage à la rivière à la blanchisserie industrielle moderne.

### Personnalités liées à la commune
- François Joseph Thorillon du Bourg de Vacherolles (1732-1806), maréchal de camp des armées de la Royauté et de la République, y est né et décédé.
- Paul Prompt (1926-2017), résistant et avocat y est né.
- Robert Turcan (1929-2018), est un archéologue et historien français. Il est spécialiste d'archéologie et de l'antiquité romaine.

### Héraldique
| Blason de Craponne | Blason  | De gueules à la bande d'argent chargée de trois battillons du champ et accompagnée en chef d'un lion et en pointe de trois besants ordonnés en orle, le tout aussi d'argent. |
| Blason de Craponne | Détails | Le lion d'argent sur champ de gueules est le blason du Lyonnais. Le statut officiel du blason reste à déterminer.                                                            |